# Emilio Bonelli
Pour les articles homonymes, voir Bonelli.
Emilio Bonelli y Hernando, né le 7 novembre 1854 à Saragosse, Aragon et mort le 28 novembre 1926 à Madrid, est un officier militaire, écrivain, explorateur, administrateur colonial et africaniste espagnol.

## Biographie
Bonelli est entré dans l'armée de terre espagnole en 1875 et a fréquenté l'Académie d'infanterie de Tolède, obtenant le grade d'enseigne en 1878. Il a quitté l'armée en 1882 et a entrepris une expédition à l'intérieur du Maroc, traversant le territoire entre Fès, Meknès et Tanger.
En 1884, Bonelli commande une expédition pour prendre le territoire de Río de Oro (Oued Edhahab), occupe la côte atlantique entre le Cap Bojador (Ras Bujadur) et le Cap Blanco (Ras Nouadhibou) et fonde la Villa Cisneros (Dakhla). Le 26 décembre 1884, le Royaume d'Espagne déclare "un protectorat de la côte africaine" et le 14 janvier 1885, il en informe officiellement les autres grandes puissances par écrit, créant ainsi le Sahara espagnol. En juillet 1885, Bonelli a été nommé par le roi Alphonse XII au poste nouvellement créé de commissaire royal sur la côte ouest de l'Afrique (qui sera plus tard renommé sous-gouverneur politique et militaire de Río de Oro), réussissant à établir la paix avec les tribus de la région.
En 1913, Bonelli est un membre fondateur de la Liga Africanista Española (es), dont il est le vice-président.

## Œuvres
Bonelli a été l'auteur de :
- 1882 : El imperio de Marruecos y su constitución
- 1887 : El Sahara
- 1887 : Nuevos territorios españoles en África
- 1910 : El problema de Marruecos